# Raúl Maldonado
Raul Maldonado (ur. 11 marca 1975) – argentyński piłkarz występujący na pozycji napastnika.

## Kariera piłkarska
Od 1995 do 2011 roku występował w Instituto Córdoba, Juventud Antoniana, Yokohama F. Marinos, Belgrano, Tiro Federal, Defensa y Justicia, Blooming, Centenario, Argentino Rosario, Independiente Rivadavia, Real Arroyo Seco, Juventud Unida Universitario, Gimnasia y Esgrima, Alumni, Textil Mandiyú i Americano Mutual y Social.